# تلمبة شهيد بهشتي دو (مشيز بردسير)
تلمبة شهيد بهشتي دو (بالإنجليزية: Tolombeh-ye Shahid Beheshti-ye Do)‏ هي مستوطنة تقع في إيران في كرمان. يقدر عدد سكانها بـ 24 نسمة .